# Матилда Ивкович
Матилда (Тита) Ивкович (на сръбски: Матилда Ивковић или Matilda Ivković) е югославска балерина.

## Биография
Родена е на 18 януари 1936 година в Скопие, тогава в Кралство Югославия. Завършва три гимназиални класа и средно балетно училище в Любляна. Членка е на балетния ансамбъл на Словенския народен театър в Любляна от 1 октомври 1958 до 31 август 1960 година. От 1 септември 1960 година до 15 август 1962 година играе в балетния ансамбъл на Сръбския народен театър в Белград, като от 1 септември 1961 година е солистка. След това играе в Хърватския народен театър „Иван Зайц“ в Риека. Един балетен критик я нарича фин бисер на класическата игра. Въпреки че е лиричен тип, Ивкович успешно интерпретира всякакви роли.
Известни роли на Матилда Ивкович са Кан-кан в „На хубавия син Дунав“ на Йохан Щраус, Нинет в „Един американец в Париж“ на Джордж Гершуин, Звезда Даница в „Охридска легенда“ на Стеван Христич, Мирта в „Жизела“ на Адолф-Шарл Адам.